# Toyota Land Cruiser
El Toyota Land Cruiser  (Japonés: トヨタ・ランドクルーザー Toyota Rando-Kurūzā?) es una serie de vehículos utilitarios (SUV) y todoterreno producidos por el fabricante japonés de automóviles Toyota desde el año 1951. Es el modelo en serie más antiguo de Toyota en producción Las ventas totales de los modelos Land Cruiser alcanzan más de 10 millones de unidades en todo el mundo.
La producción de la primera generación del Land Cruiser inició en 1951 como una versión de Toyota parecida al Jeep CJ. El Land Cruiser se ha producido en versiones convertible, hardtop, station wagon y Chasis-cabina. La fiabilidad y durabilidad del modelo Land Cruiser le ha generado una gran popularidad a lo largo del tiempo, especialmente en mercados como Australia, África, Medio oriente, Centroamérica y Sudamérica. Toyota ha realizado numerosas pruebas del Land Cruiser en Outback, Australia considerado como uno de los ambientes más hostiles para la operación de un vehículo, tanto por las temperaturas, como por la dificultad del terreno.
A 2018, el Land Cruiser (J200) está disponible en muchos mercados, exceptuando Canadá, Malasia (Donde se vende en su lugar el modelo Lexus LX), Hong Kong, Macao, Corea del Norte, Singapur, Corea del Sur, Brasil, Siria, Tailandia y gran parte de Europa. En el mercado Europeo, los únicos países donde se vende oficialmente el modelo Land Cruiser son: Gibraltar, Islandia, Moldavia, Rusia, y Ucrania.[cita requerida]

## Historia
La historia de la Toyota Land Cruiser se remonta a las postrimerías de la década del 40 y los inicios de los años 50, poco después del término de la Segunda Guerra Mundial: A causa de la inestabilidad política, social y económica de la posguerra, Toyota inició la construcción de camiones y repuestos a fin de diversificar sus operaciones. Es así como la compañía ganó experiencia al incursionar en ámbitos ajenos al automotriz como línea blanca y utensilios hogareños.
Después de la rendición de Japón en 1945, Toyota empezó la producción de camiones para ayudar a la reconstrucción de Japón, el BM y el SB fueron las propuestas para ese momento. Para 1948 el comunismo se implanta en China con la revolución Mao Tse Tung mientras las fricciones entre USA y URSS eran cada vez más serias. 
El 25 de julio de 1951, Corea del Norte invade Corea del Sur y empieza la guerra de Corea que duraría hasta 1953. Para los norteamericanos era demasiado costoso transportar Jeeps desde USA hasta las costas del pacífico, es entonces cuando en 1950, a petición del Ejército Nortemericano y las recién formadas Fuerzas de Autodefensa de Japón, Toyota desarrolló en solo 5 meses un vehículo 4x4 llamado el Toyota Jeep BJ, que estaba provisto de un motor a gasolina de 6 cilindros tipo B de 3386 cc, que producía 85 HP (63 kilovatios) a las 2400 rpm y 159 lb·pie (216 N·m; 22 kgm) a las 1600 rpm. Este motor data de 1938 y se había diseñado originalmente para el camión llamado BM. En principio, este enorme motor contrastaba con los pequeños motores de la competencia británica (Land Rover) y estadounidense (Jeep). Sin embargo, la decisión del presidente de la compañía, Eiji Toyoda, de ir a competir con el grande, fue aplaudida como una decisión dominante. El chasis del Toyota Jeep BJ fue basado en el camión SB originalmente creado en 1947, es por esta razón que el BJ era más largo y ancho que el Willys Jeep.
Pareciéndose más que algo al Willys, el Toyota Jeep BJ se construyó como un vehículo tanto comercial, como militar. Por su parecido con el Jeep americano, fue acusado por algunos de ser una copia. Sin embargo, a nivel técnico, el Toyota Jeep BJ fue construido con una filosofía totalmente distinta. El Willys había sido diseñado para ser tan ligero como fuera posible, usando un motor pequeño de 4 cilindros con orígenes en los automóviles. Debido a las características de bajo par motor del Willys, se vio obligado a usar una reductora para permitirse circular por terrenos difíciles y alcanzar elevadas pendientes. Por otro lado, el Toyota Jeep BJ se construyó utilizando partes de camiones de 2 y 4 toneladas. El alto torque de su motor de 6 cilindros no requería una reductora, pues la caja de 4 velocidades con una buena relación de primera velocidad de 5.53:1 era suficiente.
El Toyota Jeep BJ ganó algunos puntos tempranos en julio de 1951 convirtiéndose en el primer vehículo motorizado en alcanzar la sexta estación del Monte Fuji conducido por el piloto de pruebas Ichiro Taira, sin duda, una gran hazaña. Desafortunadamente, el truco publicitario no convenció a los americanos y no se consiguió el gran contrato, pero sí fue bien recibido por las Fuerzas de Defensa y la Policía de Japón; también se utilizó con fines comerciales, como la agricultura entre otros.
En 1953 tras 2 años de negociaciones, los primeros 298 BJ fueron producidos para las Fuerzas de Defensa del Japón. Se acordó la fabricación de los BJ con la planta Arakawa Bankin Kogyo KK (ARACO Corporation). Toyota Motor Corporation enviaría las piezas del chasis para ser ensambladas en TALW y que luego serían transportadas a Arakawa Bankin Kogio KK donde se le colocaba la carrocería y el resto del cuerpo del vehículo. Finalmente serían transportados de nuevo a TALW para la revisión por parte de funcionarios de las Fuerzas de Defensa de Japón y los ajustes finales por un equipo de unas 20 personas.
En 1954, cuando Willys registra el nombre Jeep, Toyota se ve en la necesidad encontrar un nuevo nombre para el BJ. El 24 de junio el nombre "Land Cruiser" era cuidadosamente escogido por el director Hanji Umehara, para poner el vehículo en competición directa con el Jeep y el Land Rover, que ya habían invadido mercados extranjeros.
La producción del BJ terminaría definitivamente en 1955 para dejar el camino libre a la nueva serie 20, que finalmente lo reemplazó. Otras variantes del BJ se vendieron en Japón y alrededor del mundo.

## Exportaciones
En 1956 el Land Cruiser ya había cimentado su fama dentro de Japón, por lo que Toyota inició una estrategia llamada "Land Cruiser para mercados extranjeros", con la confianza que por su calidad y potencia podría competir con el Jeep Willys de Estados Unidos y el Land Rover de Inglaterra. Es así como el Land Cruiser abrió las fronteras de Toyota a mercados extranjeros y se transformó en punta de lanza para la posterior exportación de vehículos de pasajeros.
El Land Cruiser debió adaptarse a los tiempos de paz, ya que como vehículo creado para la guerra, se había privilegiado en él la fuerza y la potencia sobre la comodidad y el estilo. Por ello, hubo que adaptar su dirección, amortiguación y carrocería para transformarlo en un atractivo vehículo de trabajo y diversión familiar. En agosto de 1955 hizo su debut la serie 20. Para abarcar el mayor mercado posible, esta serie constaba de diez distintas versiones, desde el FJ20 al FJ29.
En 1957, luego que participara en el conflicto de la guerra de Corea como vehículo militar, su superioridad era ya ampliamente reconocida por los americanos. Así, con un prestigio bien ganado, el camino de entrada a los Estados Unidos estaba preparado.
Después de la comercialización de la serie FJ20 en el mercado estadounidense, la fama del Land Cruiser creció y cimentó una reputación de excelencia. Por ello, el perfeccionamiento de la línea del Land Cruiser evolucionó en términos de confort hacia un estilo que se mantuvo sin mayores variaciones.

## Cronología

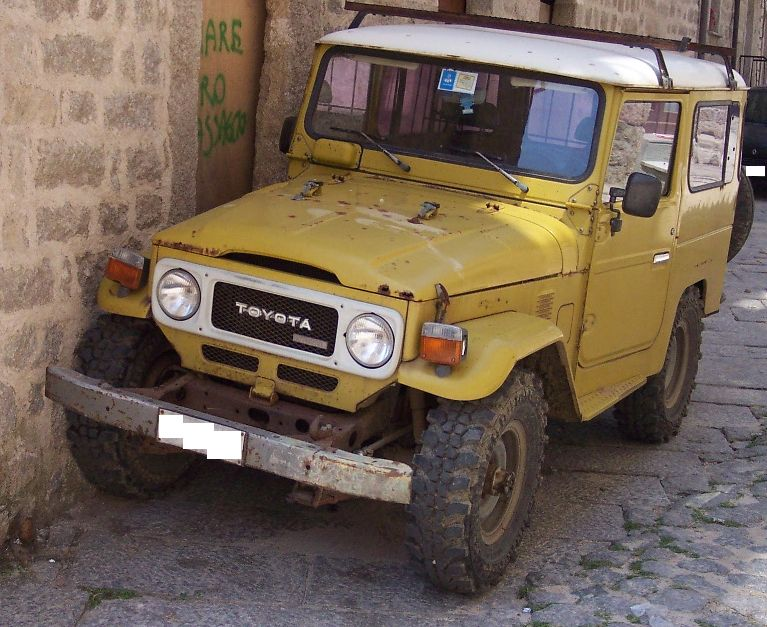
Clásico (vintage) Land Cruiser amarillo.

### 1940-1949
El gobierno japonés asignó a Toyota la producción de un vehículo ligero para su campaña militar. Toyota desarrolló un prototipo, el 2-ton AK10 en 1940. No tuvo un éxito y el contrato de producción fue para Nissan. El vehículo ofrecía una parrilla delantera vertical, los guardabarros delanteros planos como el FJ40, las luces que fueron montadas sobre los arcos de la rueda a cada lado del radiador y un parabrisas abatible. El jeep del ejército de los EE. UU. llegó al Pacífico en mayo de 1943, así que las alegaciones de que el vehículo fue copiado del Jeep son discutibles. Por ese entonces los estadounidenses amenazaron con eliminar la compañía.

### 1950-1960
- 1950: La guerra de Corea creó la demanda para un vehículo militar ligero, un jeep actualizado. Los Estados Unidos abren una licitación para construir 100 vehículos. Toyota no respondió a esta oferta. A mediados del año, Toyota consiguió una oportunidad de ofrecer un contrato para un vehículo para la fuerza nacional japonesa.

- 1951: El prototipo del BJ se presenta en enero de 1951 y es llamado el "jeep de Toyota". Como el Land Rover Serie 1 que apareció en 1949, tiene una semejanza fuerte al Jeep estadounidense Willys de la Segunda Guerra Mundial. El BJ era algo más grande que el jeep, tenía un motor de 2.2 L de cuatro cilindros que generaba 61 CV (45 kilovatios) a las 3000 rpm y 216 N·m (22 kgm; 159 lb·pie) a 1600 rpm. El BJ tenía un sistema de propulsión 4x4. Ese año Toyota pierde la licitación para la fuerza nacional.

- 1953: Comienza la producción del BJ. La pintura era hecha en Arakawa Bankin Kogyo KK, conocido más adelante como ARACO, que ahora es un afiliado de Toyota Motor Corporation (TMC).

- 1954: Nace el Land Cruiser. Toyota creyó al parecer que el 'Jeep' era un nombre genérico para un vehículo 4x4, que además fue registrado por Willys. Se determina llamarlo Land Cruiser, para hacer énfasis en sus características.

- 1958: Se introduce el primer hardtop. A partir de este año, un modelo más largo, con una distancia entre ejes de 2650 mm (104,3 pulgadas), el FJ35V, se produce en carrocerías para turismo y furgoneta. La producción del modelo FJ-251 comienza en Brasil, bajo el nombre de 'Bandeirante', siendo el primer modelo de Toyota en ser construido fuera de Japón.

- 1959: Primeros vehículos de Toyota exportados a Australia. Estos poseen un esquema de pintura de montaña.

### 1960-1970
- 1960: La serie 20 ahora se transforma en la serie 40. Muchos de los cambios se relacionaron con las técnicas de la producción. Mecánicamente, los serie 40 fueron mejorados con un motor de 3,878 cc, que ahora producía 93 kW (126 caballos de vapor), recibe un sistema apropiado de engranajes. El modelo brasileño recibió un motor diésel construido por Mercedes-Benz, generando 78 CV (57 kilovatios).

- 1961-1965: La producción supera las 50.000 unidades. El Land Cruiser es el Toyota mejor vendido en los Estados Unidos.

- 1967: Introducción de un nuevo Land Cruiser. La serie 50 o FJ55, fue producido junto a la serie 40.

- 1969: Se venden 100.000 unidades alrededor del mundo.

### 1970-1979
- 1972: Se venden 200.000 unidades.

- 1973: Se venden 300.000 unidades.

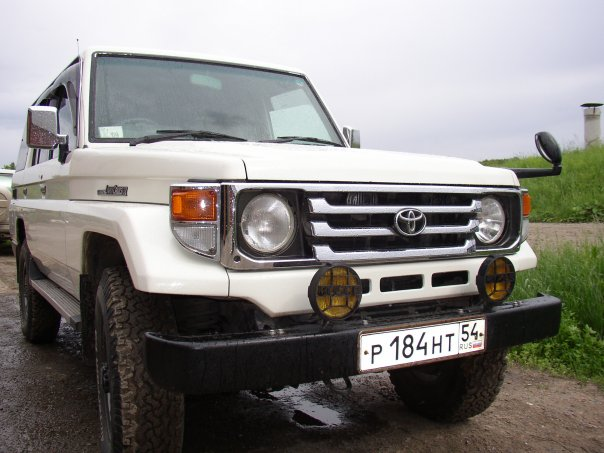
Land Cruiser 76

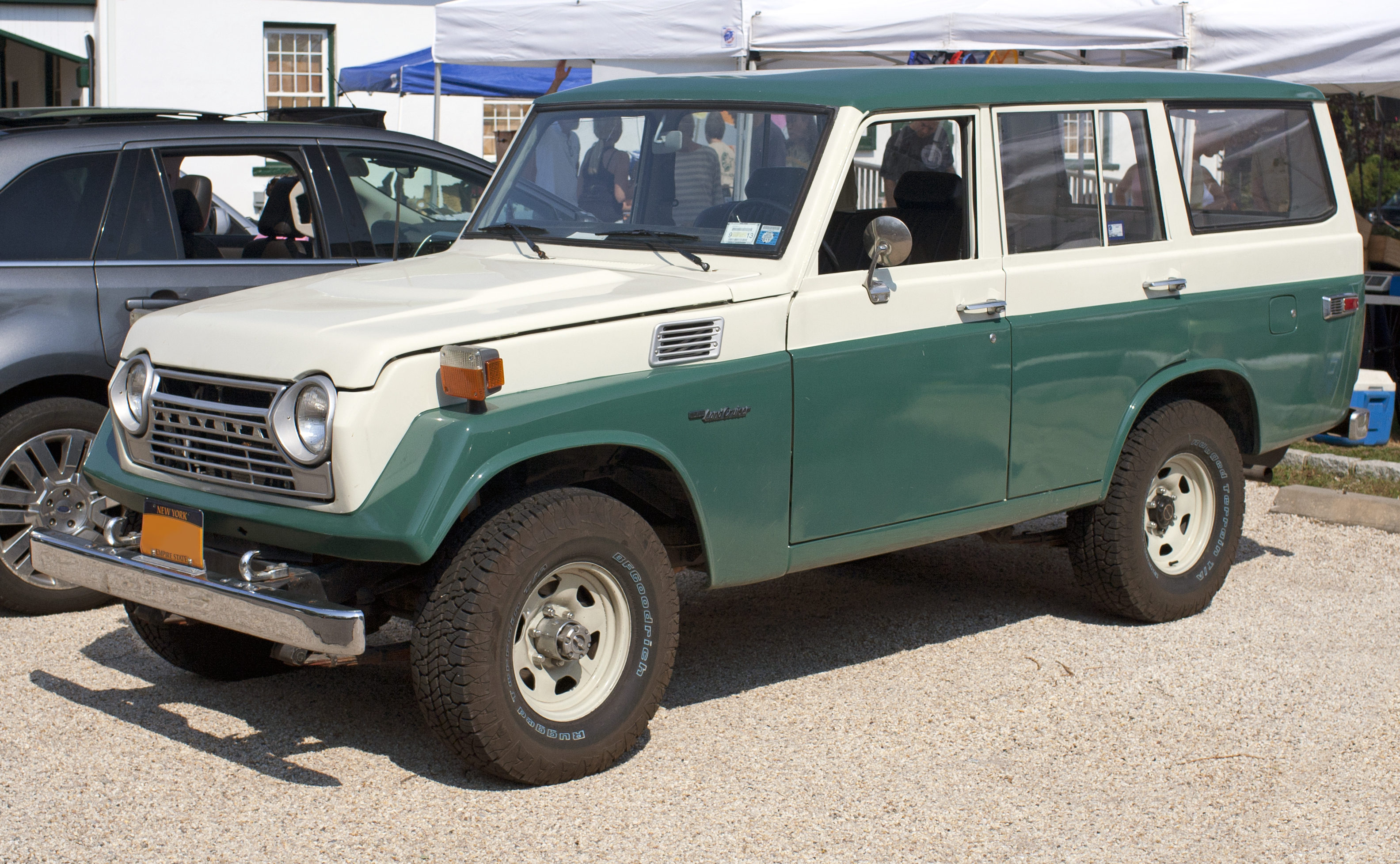
Cuarta generación (FJ55) de 1979

- 1974: La era diésel comenzó este año. El motor diésel fue instalado en una versión de la serie 40. Una unidad de cuatro cilindros que desplazaba 2977 cc, entregó 63 kW (86 caballos de vapor) a las 3600 rpm y 196 N·m (20 kgm; 145 lb·pie) a las 2200 rpm. En los años siguientes, el motor diésel fue mejorado, desarrollándose el 2B con 3168 cc, que generaba 69 kW (94 caballos de vapor) y 216 N·m (22 kgm; 159 lb·pie); y el 3B con 3431 cc, que generaba 73 kW (99 caballos de vapor) y 226 N·m (23 kgm; 167 lb·pie).

- 1975: Los motores de 3.8 L fueron sustituidos por los de 4.2 L. En Japón, el Land Cruiser había estado casi siempre disponible con un motor diésel de 3.2 L, introduciendo el 3.0 L en 1976, y regresando a 3.2 L otra vez en 1979, pero nunca estuvo oficialmente disponible en los Estados Unidos.

- 1978: Los primeros modelos FJ40 y FJ55 fueron vendidos oficialmente en Alemania con un motor 2F y frenos de tambor en el tren delantero. Los modelos diésel siguieron en 1978 con un motor diésel de B. El Land Cruiser cambió a frenos de disco en 1979 para todos los modelos y a un motor diésel 3B.

### 1980-1989

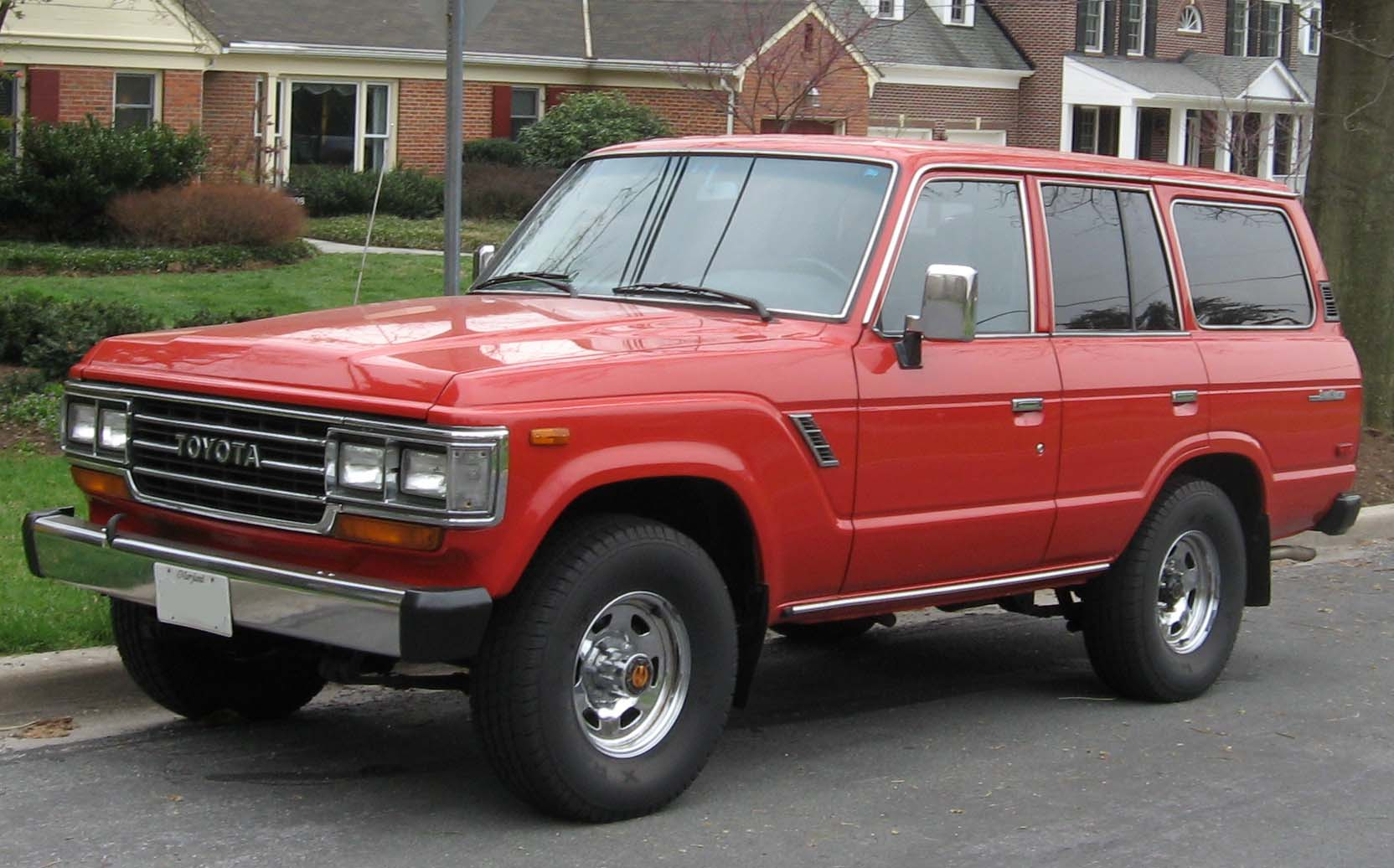
1980-1989 Toyota Land Cruiser

- 1980: La segunda generación del Station Wagon fue introducido. Aunque que todavía conservaba las características los Land Cruiser anteriores, el FJ60 fue diseñado para competir en el mercado de SUV que emergía. Consecuentemente, al FJ60 obtuvo una variedad de comodidades que su precursor que el FJ55 no tenía. Entre las comodidades estaban: aire acondicionado, suspensión más suave, calentador posterior y un interior aumentado. Famoso por su confiabilidad, no es inusual encontrar FJ60s con un motor 2F que aún funcionan con 300 000 mi (482 802 kilómetros). Por lo tanto, el FJ60 debe mucho de su uso extenso, especialmente en África, Sudamérica y Australia, a su confiabilidad.

- 1981: Las ventas del Land Cruiser sobrepasaron el millón. Una versión fue introducida con un diésel más grande, de 3980 cc, el 2H. El nuevo modelo también vino con una transmisión de 5 velocidades.

- 1985: Último año de producción del FJ40 y se saca a producción el FJ60 con motor 3F.

- 1985: Se introduce la serie 70. En algunos mercados llamado Carevaca y/o Macho. La 70 estaba inicialmente disponible únicamente con el motor de gasolina 3F. Se introduce el primer Land Cruiser con transmisión automática.

- 1989: La serie 80 que se vendió en Norteamérica y Europa ahora tiene un sistema 4x4 permanente. En África y Australia, un sistema mixto 4x2 y 4x4.

### 1989-1997

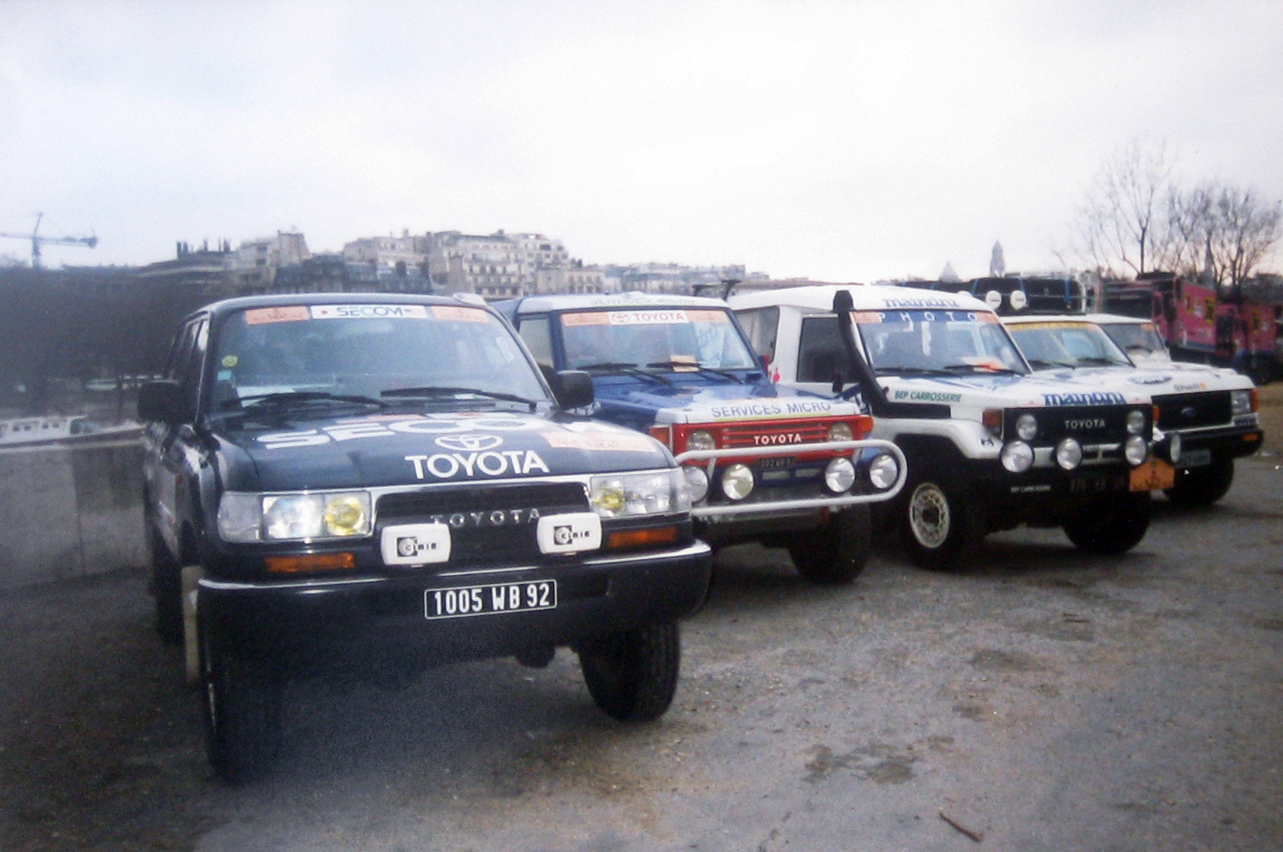
Rally Dakar, 1992

Se introducen 3 nuevos motores: el 1FZ-F a gasolina carburado de 4,5 litros y una variante de inyección EFI 1FZ-FE, un diésel de 4.2 L de aspiración normal 1HZ de 130 CV (96 kilovatios); y otro diésel 1HD-T de 4.2 litros Turbo sin intercooler, que producía 167 CV (123 kilovatios). En esta versión, se reemplaza la suspensión de ballestas tradicional por resortes helicoidales sobre ejes rígidos con brazos tensores, mejorando considerablemente la sensación de manejo, estabilidad, suspensión y, especialmente, la firmeza del timón, que en las versiones anteriores tendía a generar movimientos laterales involuntarios, en ésta la sensación de firmeza y confiabilidad de la dirección fue considerablemente mejorada, otras opciones interesantes como el doble tanque de combustible, mando eléctrico o mecánico para la doble transmisión, cabrestante mecánico de gran capacidad, los interiores mejorados, para este modelo se ofrecieron varias opciones de equipamiento, desde la versión básica con interiores de vinilo y asientos delanteros semi corridos, trasero corrido y un par de bancas laterales plegables, las puertas traseras abisagradas verticalmente permitían el acceso directo al piso para facilitar la acción de carga; otra, con interiores en tela y alfombras de pelo, asientos delanteros de butaca, trasero dividido y reclinable, tercera fila en dos butacas abisagradas y plegables a los lados, en ésta ya se podía optar por un solo aire acondicionado o la versión con doble sistema, utilizando para ello un túnel o conducto transparente que direccionaba el flujo hacia las ventilas del techo en la parte media de la camioneta, los mandos eléctricos para vidrios y cerraduras, espejos retrovisores exteriores, la más completa de las versiones, adicionaba los interiores de cuero, controles electrónicos para el aire acondicionado, techo solar deslizable, para estas dos últimas versiones, ya se ofrecía la opción de caja de cambios automática, tanto en motores de gasolina, como para los turbodiésel, también el sistema de compuertas traseras con abisagramiento horizontal era de norma aunque con opción a puertas de abisagrado vertical, algunas versiones de lujo tenían el portallantas exterior con cubierta de vinilo o plástico y otras, generalmente la más sencilla, lo traían debajo de la carrocería.
Los primeros Land Cruiser 80 solían sufrir desgaste en el estriado de las homocinéticas y las tapas de buje que producía un molesto golpeo al acelerar/decelerar o cambiar de marchas. Toyota actualizó años más tarde las homocinéticas y las tapas a una versión con el estriado más largo, comúnmente conocidas como homocinéticas largas.
Este kit, compuesto por una homocinética de estriado largo fabricada en Japón, circlip del palier, tapa de estriado largo original Toyota y grasa para homocinéticas, permite actualizar los modelos de homocinética corta para hacerlos más resistentes. También sirve como recambio para los que ya llevaban este tipo de homocinética.

## Serie 100 y 200
Serie 100 fue la generación del Land Cruiser desde 1998 hasta 2007.
Serie 200: Esta es la última generación que se diseñó del Land Cruiser desde 2008 hasta el presente. Esta vez presenta motor V8 a diésel de 4500 cc y un estilo en algo parecido al anterior pero más lujoso. Recibió muchas críticas por parte de algunos clientes que creían que Toyota estaba haciendo perder la esencia del Land Cruiser, pero por otra parte felicitaciones por su nuevo diseño.

## Imágenes

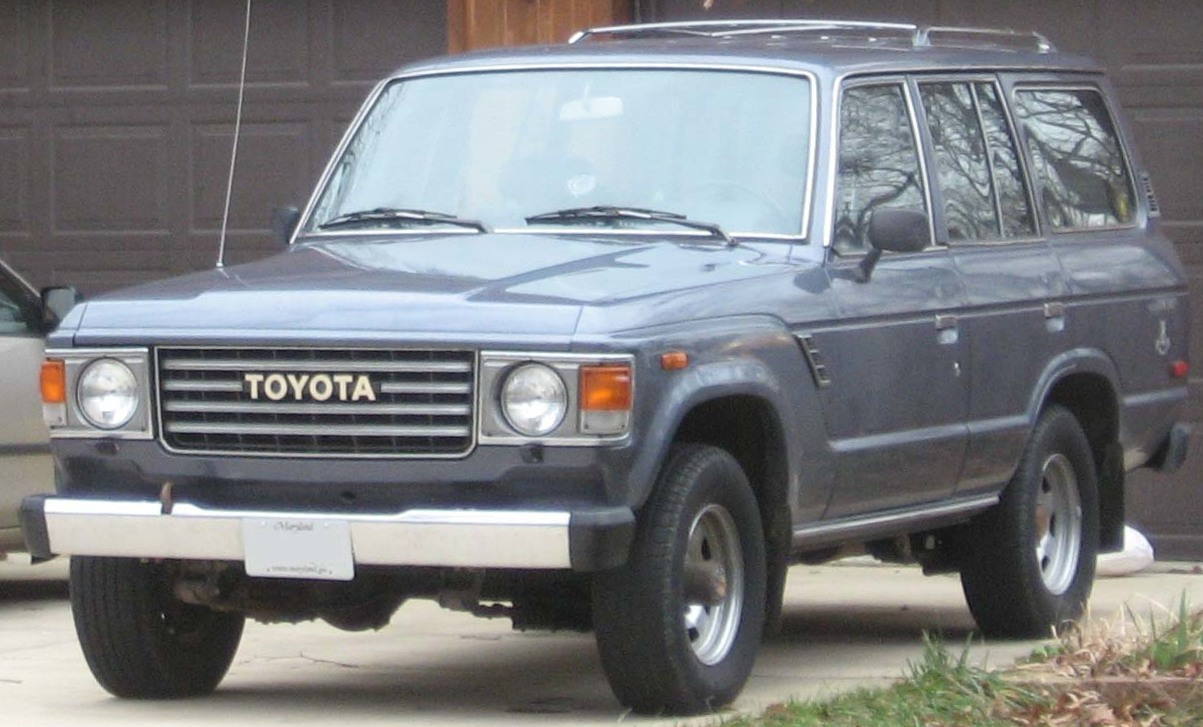
Toyota Land Cruiser FJ60L (conocida en Venezuela como "Samurai")
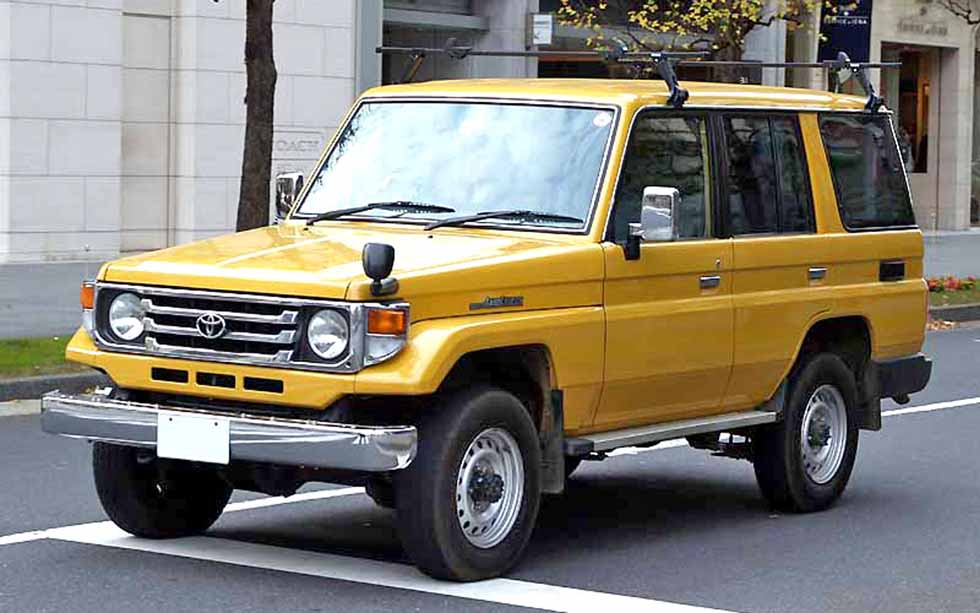
Sexta generación. Se nombra por ser conocida como "Hembrita" en Venezuela.
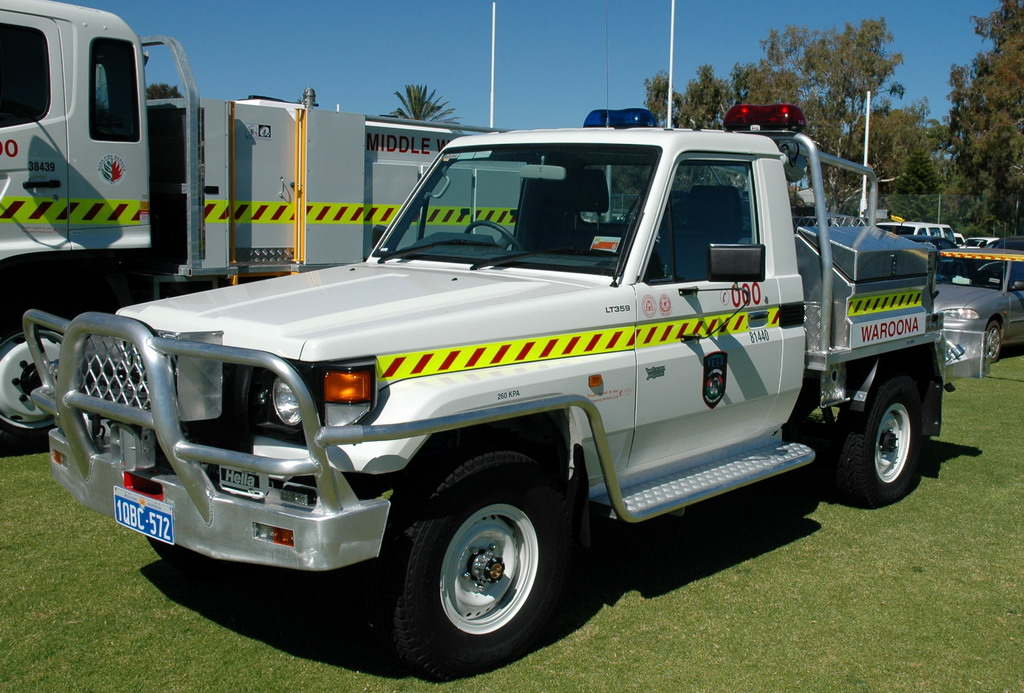
Toyota Land Cruiser Pick Up - Waroona